# Caisse d'Epargne 2009
Questa voce raccoglie le informazioni riguardanti la Caisse d'Epargne nelle competizioni ufficiali della stagione 2009.

## Stagione
Avendo licenza da UCI ProTeam, la squadra ciclistica spagnola ha diritto di partecipare alle gare del Calendario mondiale UCI 2009, oltre a quelle dei circuiti continentali UCI.

## Organico

### Staff tecnico
GM=General manager; DS=Direttore sportivo.
|  | Naz.                 | Ruolo | Sportivo              |  |  |  |
|  | -------------------- | ----- | --------------------- |  |  |  |
|  | Spagna (bandiera)    | GM    | José Miguel Echavarri |  |  |  |
|  | Spagna (bandiera)    | GM    | Eusebio Unzué         |  |  |  |
|  | Spagna (bandiera)    | DS    | José Luis Jaimerena   |  |  |  |
|  | Spagna (bandiera)    | DS    | Alfonso Galilea       |  |  |  |
|  | Francia (bandiera)   | DS    | Yvon Ledanois         |  |  |  |
|  | Australia (bandiera) | DS    | Neil Stephens         |  |  |  |

### Rosa
|  | Naz.                   |  | Sportivo                   | Anno |  |  |
|  | ---------------------- |  | -------------------------- | ---- |  |  |
|  | Costa Rica (bandiera)  |  | Andrey Amador              | 1986 |  |  |
|  | Spagna (bandiera)      |  | David Arroyo               | 1980 |  |  |
|  | Italia (bandiera)      |  | Anthony Charteau           | 1979 |  |  |
|  | Francia (bandiera)     |  | Arnaud Coyot               | 1980 |  |  |
|  | Francia (bandiera)     |  | Mathieu Drujon             | 1983 |  |  |
|  | Spagna (bandiera)      |  | Imanol Erviti              | 1983 |  |  |
|  | Portogallo (bandiera)  |  | Rui Alberto Faria da Costa | 1986 |  |  |
|  | Spagna (bandiera)      |  | José Vicente García        | 1972 |  |  |
|  | Spagna (bandiera)      |  | José Iván Gutiérrez        | 1978 |  |  |
|  | Francia (bandiera)     |  | Arnold Jeannesson          | 1986 |  |  |
|  | Bielorussia (bandiera) |  | Vasil' Kiryenka            | 1981 |  |  |
|  | Spagna (bandiera)      |  | Pablo Lastras              | 1976 |  |  |
|  | Spagna (bandiera)      |  | David López García         | 1981 |  |  |
|  | Spagna (bandiera)      |  | Alberto Losada             | 1982 |  |  |
|  | Spagna (bandiera)      |  | Ángel Madrazo              | 1988 |  |  |
|  | Spagna (bandiera)      |  | Daniel Moreno              | 1981 |  |  |
|  | Spagna (bandiera)      |  | Luis Pasamontes            | 1979 |  |  |
|  | Spagna (bandiera)      |  | Óscar Pereiro              | 1977 |  |  |
|  | Spagna (bandiera)      |  | Francisco Pérez            | 1978 |  |  |
|  | Colombia (bandiera)    |  | Marlon Pérez               | 1976 |  |  |
|  | Francia (bandiera)     |  | Mathieu Perget             | 1984 |  |  |
|  | Francia (bandiera)     |  | Nicolas Portal             | 1979 |  |  |
|  | Spagna (bandiera)      |  | Joaquim Rodríguez          | 1979 |  |  |
|  | Spagna (bandiera)      |  | José Joaquín Rojas         | 1985 |  |  |
|  | Spagna (bandiera)      |  | Luis León Sánchez          | 1983 |  |  |
|  | Colombia (bandiera)    |  | Rigoberto Urán             | 1987 |  |  |
|  | Spagna (bandiera)      |  | Alejandro Valverde         | 1980 |  |  |
|  | Spagna (bandiera)      |  | Xabier Zandio              | 1977 |  |  |

## Ciclomercato
| Andrey Amador     | neo pro  |
| Rui Costa         | Benfica  |
| Arnold Jeannesson | Auber 93 |
| Ángel Madrazo     | neo pro  |
| Vasil' Kiryenka   | Tinkoff  |

| Vladimir Karpets | Katusha               |
| Joan Horrach     | Katusha               |
| José Rujano      | Gobernación del Zulia |
| Fabien Patanchon | Entente Sud Gascogne  |

## Palmarès

### Corse a tappe
Calendario mondiale UCI
- Tour de France

8ª tappa (Luis León Sánchez)
- Tirreno-Adriatico

4ª tappa (Joaquim Rodríguez)
- Paris-Nice

7ª tappa (Luis León Sánchez)
Classifica generale (Luis León Sánchez)
- Vuelta al País Vasco

1ª tappa (Luis León Sánchez)
- Volta Ciclista a Catalunya

2ª tappa (Alejandro Valverde)
Classifica generale (Alejandro Valverde)
- Vuelta a España

Classifica generale (Alejandro Valverde)
- Critérium du Dauphiné Libéré

Classifica generale (Alejandro Valverde)
Calendari continentali UCI
- Quatre Jours de Dunkerque

Classifica generale (Rui Costa)
- Vuelta a Burgos

2ª tappa (Joaquim Rodríguez)
Classifica generale (Alejandro Valverde)
- Tour du Limousin

3ª tappa (David Arroyo)
- Tour Méditerranéen

2ª tappa (cronosquadre)
Classifica generale (Luis León Sánchez)
- Tour du Haut-Var

1ª tappa (Luis León Sánchez)
- Vuelta a Castilla y León

3ª tappa (Alejandro Valverde)
5ª tappa (Alejandro Valverde)
- Tour de l'Ain

2ª tappa (José Joaquín Rojas)
- Vuelta a Chihuahua

3ª tappa (Rui Costa)
4ª tappa (Daniel Moreno)
- Grande Prémio Crédito Agrícola da Costa Azul

Classifica generale (Rui Costa)
- Vuelta a los Santanderes

4ª tappa (Rigoberto Uran)

### Corse in linea
Calendari continentali UCI
- Klasika Primavera (Alejandro Valverde)

## Classifiche UCI

### Calendario mondiale UCI
Individuale
Piazzamenti dei corridori della Caisse d'Epargne nella classifica individuale del Calendario mondiale UCI 2009.
| Pos. | Ciclista           | Punti |
| ---- | ------------------ | ----- |
| 2    | Alejandro Valverde | 483   |
| 20   | Luis León Sánchez  | 211   |
| 32   | Joaquin Rodríguez  | 147   |
| 42   | Daniel Moreno      | 117   |
| 54   | José Joaquín Rojas | 90    |
| 90   | Rigoberto Urán     | 50    |
| 103  | David Arroyo       | 33    |
| 155  | Vasil Kiryienka    | 11    |
| 161  | Pablo Lastras      | 10    |

Squadra
La Caisse d'Epargne chiuse in seconda posizione con 1048 punti.